# استندینگ راک (آلاباما)
استندینگ راک (به انگلیسی: Standing Rock) شهرکی در شهرستان چمبرز ایالت آلاباما است که مساحت آن ۸٫۳۱ کیلومترمربع است و در سرشماری سال ۲۰۱۰ میلادی، ۱۶۸ نفر جمعیت داشته و تراکم جمعیتی آن، ۲۰٫۲۲ در کیلومترمربع بوده است.